# Eduard Krieger
Eduard Franz Krieger, detto Eddie (Vienna, 16 dicembre 1946 – Vienna, 20 dicembre 2019), è stato un calciatore austriaco, di ruolo difensore o centrocampista.

## Palmarès
- Campionato austriaco: 1

Austria Vienna: 1969-1970
- ÖFB-Cup: 2

Austria Vienna: 1971, 1974
- Campionato belga: 3

Club Bruges: 1975-1976, 1976-1977, 1977-1978
- Coppa del Belgio: 1

Club Bruges: 1977